# Isajon Sulton
Isajon Sulton (* 1967 in Ferghana) ist ein usbekischer Schriftsteller und Übersetzer. 
Er hat an der Nationalen Universität Usbekistan Journalismus studiert und 1990 sein Studium abgeschlossen. Er lebt in Taschkent.

## Werke (Auswahl)
Folgende Bücher wurden in Taschkent veröffentlicht: 
- „Munojot“ – „Das Gebet“ (1990)
- „Oydinbuloq“ – „Die klare Wasserquelle“(1995)
- „Boqiy darbadar“ – „Der Ewige Jude“ (2011) ISBN 978-9943-01-654-5
- „Ozod“ – „Frei“ (2012) ISBN 978-9943-00-899-1